# Allsvenskan 2016
La temporada 2016 fue la nonagésima segunda edición de la Allsvenskan, la máxima categoría del fútbol de Suecia desde su creación en 1924. En esta temporada, participaron dieciséis equipos, los catorce mejores de la pasada, más dos provenientes de la Superettan. Malmö FF es el actual campeón.

## Ascensos y descensos
| Pos. | Descendidos de la Allsvenskan 2015 |
| ---- | ---------------------------------- |
| 15º  | Halmstads BK                       |
| 16º  | Åtvidabergs FF                     |

| Pos. | Ascendidos de la Superettan 2015 |
| ---- | -------------------------------- |
| 1º   | Jönköpings Södra IF              |
| 2º   | Östersunds FK                    |

## Modo de disputa
El torneo se disputa mediante el sistema de todos contra todos, donde cada equipo jugó contra los demás dos veces, una como local, y otra como visitante.
Cada equipo recibirá tres puntos por partido ganado, un punto en caso de empate, y ninguno si pierde.
Al finalizar el torneo, el equipo con mayor cantidad de puntos se consagrará campeón y obtendrá la posibilidad de disputar la siguiente edición de la Liga de Campeones de la UEFA. Los equipos ubicados en la segunda y tercera posición clasificarán a la Liga Europea de la UEFA. Los equipos que queden ubicados en las últimas dos posiciones descienden automáticamente a la segunda división, mientras que aquel ubicado en la decimocuarta (14°) posición debe jugar un partido contra un equipo proveniente de la segunda división, donde el ganador disputa la siguiente temporada de la primera división.

## Equipos
| Club                | Ciudad      | Estadio          | Capacidad | Temporada pasada |
| ------------------- | ----------- | ---------------- | --------- | ---------------- |
| AIK Estocolmo       | Solna       | Friends Arena    | 50 000    | 3.º              |
| BK Häcken           | Gotemburgo  | Bravida Arena    | 6500      | 7.º              |
| Djurgårdens IF      | Estocolmo   | Tele2 Arena      | 30 000    | 6.º              |
| Falkenbergs FF      | Falkenberg  | Falkenbergs IP   | 4000      | 14.º             |
| Gefle IF            | Gävle       | Gavlevallen      | 6500      | 10.º             |
| GIF Sundsvall       | Sundsvall   | Norrporten Arena | 8500      | 12.º             |
| Hammarby IF         | Estocolmo   | Tele2 Arena      | 33 600    | 11.º             |
| Helsingborgs IF     | Helsingborg | Olympia          | 16 673    | 8.º              |
| IF Elfsborg         | Borås       | Borås Arena      | 15 000    | 4.º              |
| IFK Göteborg        | Gotemburgo  | Nya Gamla Ullevi | 18 800    | 2.º              |
| IFK Norrköping      | Norrköping  | Nya Parken       | 19 414    | 1.º campeón      |
| Jönköpings Södra IF | Jönköping   | Stadsparksvallen | 5500      | 1.º Superettan   |
| Kalmar FF           | Kalmar      | Guldfågeln Arena | 12 100    | 13.º             |
| Malmö FF            | Malmö       | Swedbank Stadion | 24 000    | 5.º              |
| Örebro SK           | Örebro      | Behrn Arena      | 14 500    | 9.º              |
| Östersunds FK       | Östersund   | Jämtkraft Arena  | 6626      | 2.º Superettan   |

## Tabla de posiciones
- Actualizado al final del campeonato, el 6 de noviembre de 2016.[1]

| Pos. | Equipo              | Pts. | PJ | G  | E  | P  | GF | GC | Dif. | Clasificación o descenso                                      |
| ---- | ------------------- | ---- | -- | -- | -- | -- | -- | -- | ---- | ------------------------------------------------------------- |
| 1    | Malmö FF (C)        | 66   | 30 | 21 | 3  | 6  | 60 | 26 | +34  | Clasifica a Liga de Campeones de la UEFA 2017-18              |
| 2    | AIK Stockholm       | 60   | 30 | 17 | 9  | 4  | 52 | 26 | +26  | Primera fase clasificatoria de Liga Europa de la UEFA 2017-18 |
| 3    | IFK Norrköping      | 60   | 30 | 18 | 6  | 6  | 59 | 37 | +22  | Primera fase clasificatoria de Liga Europa de la UEFA 2017-18 |
| 4    | IFK Göteborg        | 50   | 30 | 14 | 8  | 8  | 56 | 47 | +9   |                                                               |
| 5    | IF Elfsborg         | 48   | 30 | 13 | 9  | 8  | 58 | 38 | +20  |                                                               |
| 6    | Kalmar FF           | 44   | 30 | 12 | 8  | 10 | 45 | 40 | +5   |                                                               |
| 7    | Djurgårdens IF      | 43   | 30 | 14 | 1  | 15 | 48 | 47 | +1   |                                                               |
| 8    | Östersunds FK (1)   | 42   | 30 | 12 | 6  | 12 | 44 | 46 | −2   | Segunda fase clasificatoria de Liga Europa de la UEFA 2017-18 |
| 9    | Örebro SK           | 41   | 30 | 11 | 8  | 11 | 48 | 51 | −3   |                                                               |
| 10   | BK Häcken           | 40   | 30 | 11 | 7  | 12 | 58 | 45 | +13  |                                                               |
| 11   | Hammarby IF         | 39   | 30 | 10 | 9  | 11 | 46 | 49 | −3   |                                                               |
| 12   | Jönköpings Södra IF | 35   | 30 | 8  | 11 | 11 | 32 | 39 | −7   |                                                               |
| 13   | GIF Sundsvall       | 30   | 30 | 7  | 9  | 14 | 38 | 54 | −16  |                                                               |
| 14   | Helsingborgs IF     | 29   | 30 | 8  | 5  | 17 | 34 | 52 | −18  | Clasifica a Playoffs de descenso                              |
| 15   | Gefle IF            | 27   | 30 | 6  | 9  | 15 | 34 | 56 | −22  | Desciende a la Superettan 2017                                |
| 16   | Falkenbergs FF      | 10   | 30 | 2  | 4  | 24 | 25 | 84 | −59  | Desciende a la Superettan 2017                                |

 Fuente: svenskfotboll.se
Criterios de clasificación: 1) Puntos; 2) diferencia de goles; 3) Metas anotadas; 4) Partidos ganados.
- (1) Östersunds FK clasifica a la Liga Europa de la UEFA 2017-18 en su calidad de vencedor de la Copa de Suecia 2016–17.

## Promoción de descenso
| Halmstads BK                                                                         | 1 - 1 | Helsingborgs IF | 17 de noviembre de 2016 | Estadio Örjans Vall            |
| Helsingborgs IF                                                                      | 1 - 2 | Halmstads BK    | 20 de noviembre de 2016 | Estadio Olimpia de Helsingborg |
| Helsingborgs IF desciende de categoría, Halmstads BK asciende a la Allsvenskan 2017. |       |                 |                         |                                |

## Goleadores
- actualizado al 6 de noviembre de 2016[2]

| Rank | Jugador               | Club           | Goles |
| ---- | --------------------- | -------------- | ----- |
| 1    | John Owoeri           | BK Häcken      | 17    |
| 2    | Sebastian Andersson   | IFK Norrköping | 14    |
| 2    | Viðar Örn Kjartansson | Malmö FF       | 14    |
| 4    | Viktor Prodell        | IF Elfsborg    | 13    |
| 5    | Michael Olunga        | Djurgårdens IF | 12    |